# 圣奥万
圣奥万（法語：Saint-Ovin，法語發音：[sɛ̃.t‿ɔvɛ̃]）是法国芒什省的一个市镇，属于阿夫朗什区。

## 地理
圣奥万（48°40'53"N, 1°15'41"W）面积12.93 平方千米，位于法国诺曼底大区芒什省，该省份为法国西北部沿海省份，西、北、东北三面环大西洋，东起顺时针与卡爾瓦多斯省、奧恩省、马耶讷省和伊勒-维莱讷省接壤。
与圣奥万接壤的市镇（或旧市镇、城区）包括：拉戈德弗鲁瓦、大塞朗、马西伊、勒梅尼勒奥泽讷、小塞朗、圣卢、圣康坦叙勒奥姆、圣瑟尼耶-苏萨夫朗什、塞河畔蒂尔皮耶。

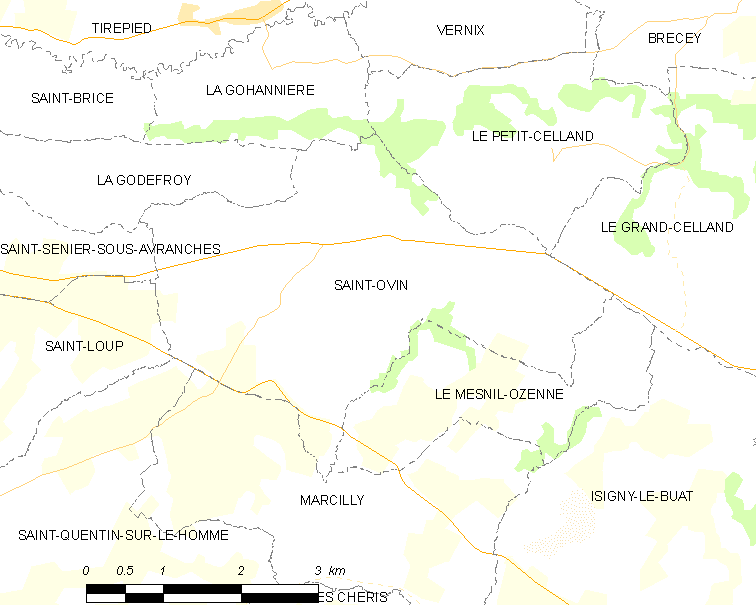
圣奥万的OSM定位图

圣奥万的时区为UTC+01:00、UTC+02:00（夏令时）。

## 行政
圣奥万的邮政编码为50300、50220，INSEE市镇编码为50531。

## 政治
圣奥万所属的省级选区为蓬托尔松县。

## 人口

1962-2008年间圣奥万人口变化图示

圣奥万于2022年1月1日时的人口数量为763人。